# Антонелли, Франц Иванович
Франц Ива́нович Антоне́лли (6 [17] ноября 1784 — 1838) — российский художник-живописец.

## Биография
Родился 6 (17) ноября 1784 года в семье уроженца Италии. В 1793 году был принят в Академию художеств; окончил её в 1807 году со званием художника перспективной живописи и с чином XIV класса.
Преподавал в Матвеевском народном училище (Петербург). С 1812 по ноябрь 1817 года — переводчик и помощник библиотекаря в Академии художеств.
С 1818 года преподавал в гимназии Острелецкого в Курске.

### Семья
Сын — Иван (1820 — после 1855).

## Комментарии
1. ↑  В источниках встречается также указание даты рождения около 1786[2], 1786[3].
2. ↑  По другим данным[3] — в 1795 году.